# Cinetus brevipetiolatus
Cinetus brevipetiolatus är en stekelart som beskrevs av Thomson 1858. Cinetus brevipetiolatus ingår i släktet Cinetus, och familjen hyllhornsteklar. Arten är reproducerande i Sverige.